# Георг Хансен
Георг Хансен (на немски: Georg Hansen) е германски оберст от Вермахта, участвал в опита за убийство на фюрера Адолф Хитлер от 20 юли 1944 г.

## Биография
Георг Хансен е роден в Зонефелд. След училище той за кратко следва право, след това става офицер от Райхсвер. През 1935 г. се обучава във Военната академия, където попада под влияние на Лудвиг Бек.
След като става служител на Генералния щаб, с началото на Втората световна война той е в Генералния щаб на армията. През март 1943 г. оглавява Военното разузнаване на Абвера. След ликвидацията на Абвер на 12 февруари 1944 г. той е назначен за ръководител на Военния отдел на RSHA. Участник в заговора срещу Хитлер и арестуван през юли 1944 г.
На 10 август 1944 г. е осъден на смърт от Народна съдебна палата. Обесен е на 8 септември 1944 г. в Берлинския затвор Пльоцензе.